# Гертруда Брауншвейгская
Гертруда Брауншвейгская (нем. Gertrud von Braunschweig; 1060 — 9 декабря 1117, Брауншвейг) — маркграфиня из графства Мейсен, происходит из династии Брунонов.
Гертруда была дочерью Экберта I, маркграфа Мейсена, и Ирмгард Туринской.
Она была замужем за графом Дитрихом II, который происходил из Дома Катленбургов. Когда её муж умер, она стала регентом сына Дитриха III.
Гертруда вышла вторично замуж, на этот раз за графа Генриха Толстого из династии Нортхеймов. Их дочь Рихенза Нортхеймская вышла замуж за Лотаря Супплинбургского, герцога Саксонского, будущего императора Священной Римской империи. После смерти второго мужа она снова выступает в качестве регента, на этот раз для своего второго сына Оттона III.
Третьим мужем Гертруды стал Генрих I Айленбургский, который происходил из немецкого княжеского рода Веттинов. Их сын Генрих II родился после его смерти в 1103 году.

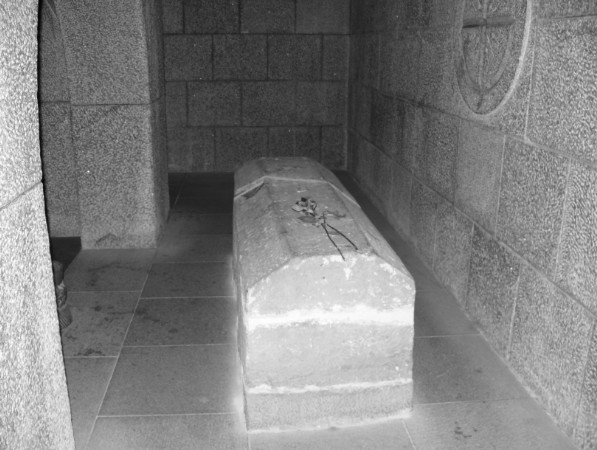
Гробница Гертруды Брауншвейгской в Брауншвейгском соборе

Гертруда была одним из лидеров восстания против Генриха IV, императора Священной Римской империи, и его сына Генриха V. Она защищала интересы своих сыновей и позже обеспечила большой авторитет семьи.